# Liste der Kulturdenkmäler in Flomersheim
In der Liste der Kulturdenkmäler in Flomersheim sind alle Kulturdenkmäler des Stadtteils Flomersheim der rheinland-pfälzischen Stadt Frankenthal aufgeführt. Grundlage ist die Denkmalliste des Landes Rheinland-Pfalz (Stand: 15. August 2023).

## Einzeldenkmäler
| Bezeichnung                  | Lage                                                    | Baujahr            | Beschreibung | Bild            |
| ---------------------------- | ------------------------------------------------------- | ------------------ | --- | --------------- |
| Kriegerdenkmal               | Albert-Schweitzer-Straße, auf dem Friedhof Lage         | um 1875            | Kriegerdenkmal 1866 und 1870/71, Germania, wohl um 1875 | Fotos hochladen |
| Wegekreuz                    | Eppsteiner Straße, Ecke Haardtstraße Lage               | 1783               | Steinkreuz; Sockel bezeichnet 1783, Kreuz mit Korpus wohl jünger | Fotos hochladen |
| Hofanlage                    | Eppsteiner Straße 17 Lage                               | 1907               | Hofanlage; eingeschossiges Wohnhaus, späthistoristischer Backsteinbau, bezeichnet 1907                                                                                        | Fotos hochladen |
| Schulhaus                    | Falterstraße 12 Lage                                    | 1899               | blockhafter Walmdachbau, turmartiges Treppenhaus, 1899 | Fotos hochladen |
| Gasthaus am Bahnhof          | Falterstraße 29, Eppsteiner Straße 16 Lage              | 1910               | ehemaliges Gasthaus am Bahnhof; repräsentativer Mansardwalmdachbau in Ecklage, 1910                                                                                           | Fotos hochladen |
| Wohnhaus                     | Freinsheimer Straße 13 Lage                             | 1913               | Putzbau mit asymmetrischem Aufriss, bezeichnet 1913 | BW              |
| Amts- und Wohnhaus           | Freinsheimer Straße 15, Albert-Schweitzer-Straße 1 Lage | frühe 1920er Jahre | winkelförmiges Amts- und Wohnhaus; anspruchsvoller Walmdachbau mit Pfeilerarkaden, frühe 1920er Jahre                                                                         | Fotos hochladen |
| Kriegerdenkmal               | Freinsheimer Straße, vor Nr. 15 Lage                    | 1930               | Kriegerdenkmal 1914/18; blockhafte Stele mit monumentalem Halbrelief, 1930 von Steinmetz Lind                                                                                 | Fotos hochladen |
| Wohnhaus                     | Haardtstraße 1 Lage                                     | 1928               | anspruchsvolles Eckwohnhaus, bezeichnet 1928 | Fotos hochladen |
| Evangelische Stephanuskirche | Martin-Luther-Straße 11 Lage                            | ab 1469            | Saalbau, wohl gegen Ende des 16. Jahrhunderts, im Kern wohl älter, Westturm bezeichnet 1469; in der Mauer des Anbaus Grabkreuz von 1725, drei wohl mittelalterliche Bildwerke | Fotos hochladen |